# Johny Schleck
Johny Schleck (* 22. November 1942 in Assel, Gemeinde Bous, Kanton Remich) ist ein ehemaliger luxemburgischer Radrennfahrer.
Schleck war Teilnehmer der Olympischen Sommerspiele 1964 in Tokio. Dort belegte er im olympischen Straßenrennen den 19. Rang.
Zwischen 1965 und 1974 war Schleck professioneller Radrennfahrer und nahm unter anderem siebenmal an der Tour de France teil. Von 1965 bis 1968 fuhr er für das Pelforth-Sauvage-Lejeune-Team, ab 1969 bis zu seinem Karriereende beim Bic-Team.
In den Jahren 1965 und 1973 wurde er luxemburgischer Meister. Seine beste Platzierung bei der Tour de France erreichte er im Jahre 1970 als 19. im Gesamtklassement. Im Jahre 1973 fuhr er im Team des späteren Siegers Luis Ocaña Pernía.
Schleck ist verheiratet und hat drei Söhne. Zwei von ihnen, Andy (* 1985) und Fränk (* 1980), sind ebenfalls professionelle Radrennfahrer und standen als Zweiter und Dritter der Tour de France 2011 als erstes Brüderpaar gemeinsam auf dem Podest.